# Egentliga Tavastlands landskapsvapen

Egentliga Tavastlands landskapsvapen

Egentliga Tavastlands landskapsvapen är detsamma som det vapen som sedan 1500-talet har använts för det gamla finska landskapet Tavastland. Det nya landskapet Egentliga Tavastland övertog vapnet oförändrat, inklusive den hertigkrona som Tavastland fick på 1500-talet (ej med på illustrationen intill).

## Blasonering
Den officiella blasoneringen lyder: "I rött fält ett gående lodjur av guld med svarta örontofsar åtföljt ovan av tre sexuddiga stjärnor och nedan av fyra rosor ordnade 1:3, allt av silver. Skölden krönes med hertigdömets krona." –Eftersom Finland är tvåspråkigt, finns det också en blasonering på finska: "Punaisessa kentässä kävelevä kultainen ilves, jonka korvatöyhdöt mustat; saatteena ilveksen yläpuolella kolme kuusisakaraista tähteä ja alapuolella neljä ruusua sijoitettuina 1:3; kaikki hopeaa. Kruunu: herttuakunnan kruunu."

## Galleri

Det historiska landskapet Tavastlands vapen.
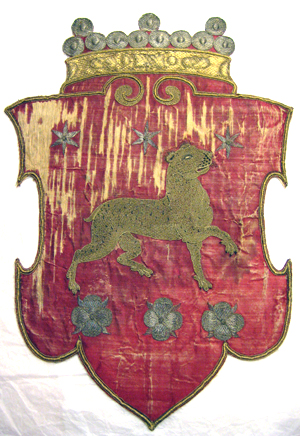
Tavastlands vapen, broderat för hästtäcke 1634. Finns på Livrustkammaren.
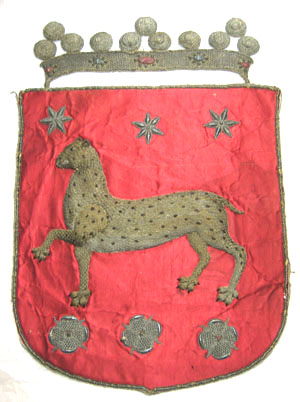
Tavastlands vapen, broderat för hästtäcke buret vid Karl X Gustavs begravning den 4 november 1660. Finns på Livrustkammaren.